# Чумейко, Игорь Иванович
Игорь Иванович Чумейко (19 февраля 1954 — 16 ноября 2017, Оренбург) — советский и российский футболист, полузащитник, тренер и спортивный организатор. Мастер спорта СССР.

## Биография
Начал играть в футбол на взрослом уровне в 1971 году в оренбургской команде «Локомотив». В 1976 году вместе с другими игроками «Локомотива» перешёл во вновь сформированный клуб «Газовик», в его составе выступал следующие семь сезонов, был капитаном команды. В 1982 году был помощником главного тренера. В середине 1980-х годов Оренбург не был представлен в соревнованиях мастеров, и Чумейко выступал в турнирах коллективов физкультуры. В 1989 году снова играл на уровне команд мастеров за оренбургский «Прогресс», а в 1990 году — за «Газовик», где был играющим главным тренером. Всего за карьеру сыграл за оренбургские команды мастеров около 300 матчей.
В 1990-е годы выступал на любительском уровне за клубы Оренбургской области — «Стрела» (Оренбург), «Пищевик» (Орск) а так же за «Химик» (Мелеуз). В составе «Химика» провёл один сезон (1994) в профессиональном футболе. Также выступал в чемпионате Казахстана — в 1993 году сыграл 33 матча и забил 10 голов в высшей лиге в составе «Карачаганак» (Аксай), а в 1995 году играл в первой лиге за актюбинский «Ферро».
Помимо большого футбола, выступал в мини-футболе за «Уралмаш-М».
После окончания карьеры работал в структуре клуба «Газовик» — генеральным директором клуба (2002, 2006—2009), тренером, директором ДЮСШ. До последних дней жизни участвовал в матчах ветеранов.
Скончался 16 ноября 2017 года на 64-м году жизни от сердечного приступа.

## Семья
Сын Виталий (род. 1984) — футбольный арбитр.